# Stadsprijs Geraardsbergen 1962
De 31e editie van de Belgische wielerwedstrijd Stadsprijs Geraardsbergen werd verreden op 29 augustus 1962. De start en finish vonden plaats in Geraardsbergen. De winnaar was Jaak De Boever, gevolgd door René Van Meenen en Roger Verlée.

## Uitslag
| Stadsprijs Geraardsbergen 1962 |                       |                          |      |
| Plaats                         | Naam                  | Ploeg                    | Tijd |
| Winnaar                        | Jaak De Boever        | Liberia-Grammont-Wolber  |      |
| 2                              | René Van Meenen       | Wiel's-Groene Leeuw      |      |
| 3                              | Roger Verlée          | Dr. Mann-Labo            |      |
| 4                              | Michel Van Aerde      | Carpano                  |      |
| 5                              | Henri Van Den Bossche | Bertin-Porter 39-Milremo |      |
| 6                              | Joseph Vloeberghs     | Dr. Mann-Labo            |      |
| 7                              | Roger Baguet          | Wiel's-Groene Leeuw      |      |
| 8                              | Kamiel Buysse         | Solo-Van Steenbergen     |      |
| 9                              | Léon Gevaert          | Liberia-Grammont-Wolber  |      |
| 10                             | Georges Volckaert     | Bertin-Porter 39-Milremo |      |

1912 · 1913 · 1914–1926 · 1927 · 1928–1932 · 1933 · 1934 · 1935 · 1936 · 1937 · 1938 · 1939 · 1940 · 1941 · 1942 · 1943 · 1944 · 1945 · 1946 · 1947 · 1948 · 1949 · 1950 · 1951 · 1952 · 1953 · 1954 · 1955 · 1956 · 1957 · 1958 · 1959 · 1960 · 1961 · 1962 · 1963 · 1964 · 1965 · 1966 · 1967 · 1968 · 1969 · 1970 · 1971 · 1972 · 1973 · 1974 · 1975 · 1976 · 1977 · 1978 · 1979 · 1980 · 1981 · 1982 · 1983 · 1984 · 1985 · 1986 · 1987 · 1988 · 1989 · 1990 · 1991 · 1992 · 1993 · 1994 · 1995 · 1996 · 1997 · 1998 · 1999 · 2000 · 2001 · 2002 · 2003 · 2004 · 2005 · 2006 · 2007 · 2008 · 2009 · 2010 · 2011 · 2012 · 2013 · 2014 · 2015 · 2016 · 2017 · 2018 · 2019 · 2020 · 2021 · 2022